# Paus Pelagius I
Pelagius I (Rome, geboortedatum onbekend - aldaar, 4 maart 561) was de 60e paus van de Katholieke Kerk.

## Biografie
Hij was de zoon uit een adellijk Romeins geslacht. Zijn vader, een zekere Johannes, was de leider van een van de twee toenmalige kerkdistricten in Italië. Pelagius was een van de metgezellen van paus Agapitus I op zijn missie naar Byzantium en verbleef daar als nuntius.
Toen in 546 paus Vigilius naar Byzantium gezonden werd, bleef Pelagius in Rome. Toen Totila, koning van de Goten Rome belegerde, was de paus nog afwezig en fungeerde Pelagius als afgezant. Hij deed er alles aan om het hongerige volk te helpen, wat hem zijn vermogen kostte, maar slaagde er niet in. Het stemde Totila echter wel milder nadat deze Rome had ingenomen.
Na de dood van zijn voorganger werd Pelagius door Justinianus I aangewezen als opvolger. Men vermoedde dat Pelagius achter de dood van Vigilius, in veel opzichten een stroman van Justinianus, zat. Alleen door een eed te zweren op het Heilige Kruis en het Evangelie kon hij zich van de verdenkingen ontdoen. Hoewel hij eerst een tegenstander was van Justinianus' verzoeningsleer met betrekking tot onder andere de monofysieten, nam hij later diens standpunt over. Dit maakte de Heilige Stoel erg ongeloofwaardig bij haar volgelingen en diverse bisdommen zoals Milaan en Aquileia. Pelagius' opvolgers hebben veel tijd moeten besteden aan het vinden van een oplossing hiervoor.